# برنادت لفو
برنادت لفو (به فرانسوی: Bernadette Lafont) بازیگر اهل کشور فرانسه بود. وی در طول مدت فعالیت بازیگریش در بیش از ۱۲۰ فیلم بازی کرد. از فیلم‌های او می‌توان به راهزن اشاره کرد.